# Grepfrut
Grepfrut (în engleză grapefruit, în franceză pamplemousse) este un fruct citric mare, rotund, de culoare galbenă sau rozalie (Citrus paradisi), cu miezul zemos și amar, apreciat pentru conținutul bogat în enzime care stimulează digestia; se obține de la hibrizi dintre pomelo și diferite soiuri de portocal, putând avea pulpa galbenă, roz sau roșie.

## Istoric
Grepfrutul a primit un nume științific: Citrus paradisi abia pe la jumătatea secolului al XIX-lea.
Până atunci s-a crezut că este doar o altă varietate de pomelo - fructul din a cărui încrucișare accidentală cu portocala a și rezultat.
Încrucișarea dintre pomelo și portocală a fost realizată în Barbados.
El a început să fie cultivat pe scară largă la începutul secolului al XX-lea. Boom-ul l-a cunoscut însă în anii ’70, probabil și datorită popularității curei de slăbire cu grepfrut. În anul 1983, într-un raport al Departamentului Agriculturii Statelor Unite, se arăta ca, în New York, consumul de grepfrut este depășit doar de cartof, salată, măr și portocală. Astăzi se cultivă în țări ca: SUA, Mexic, Argentina, Brazilia, Cipru, Maroc, Israel.

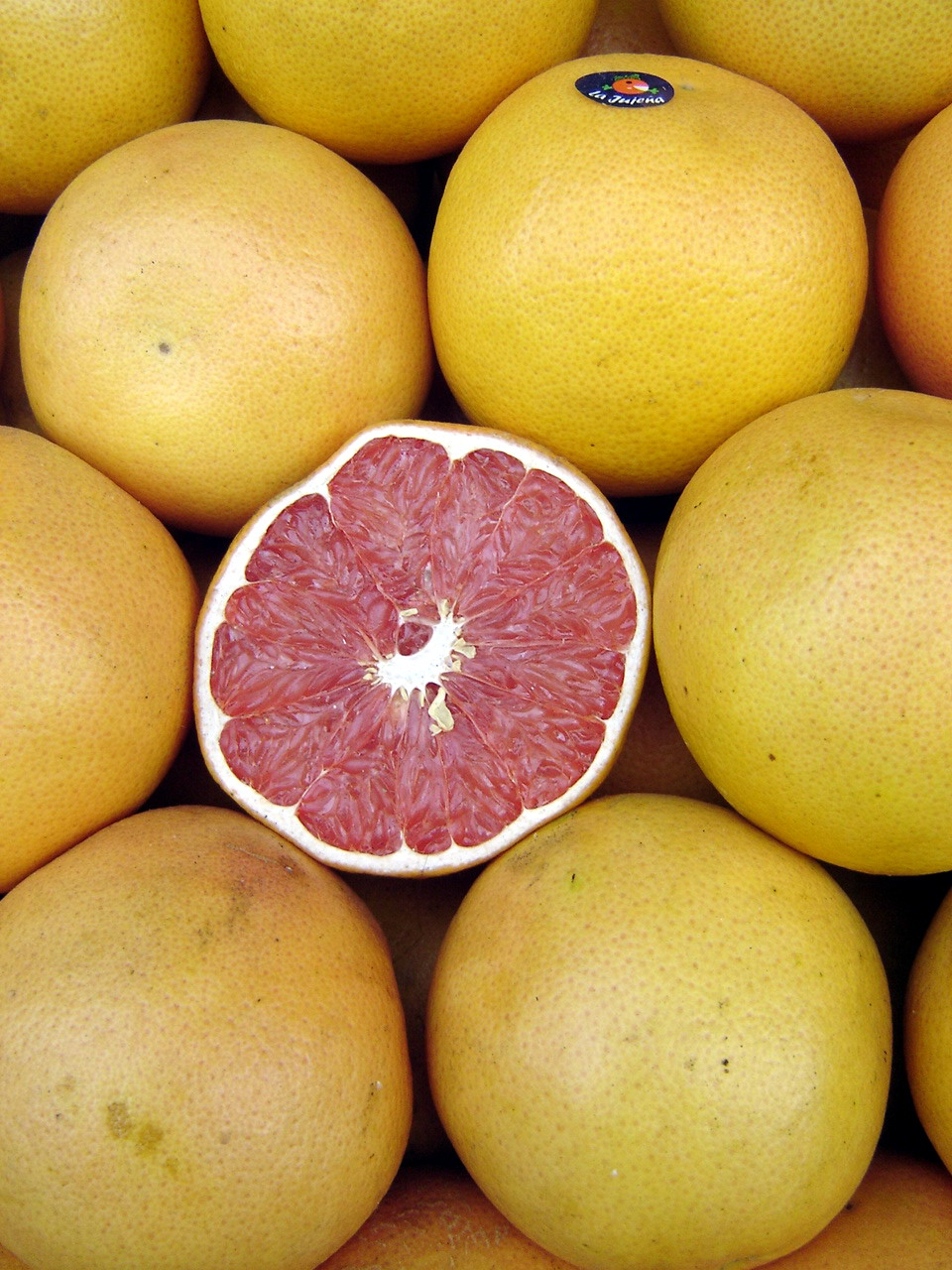
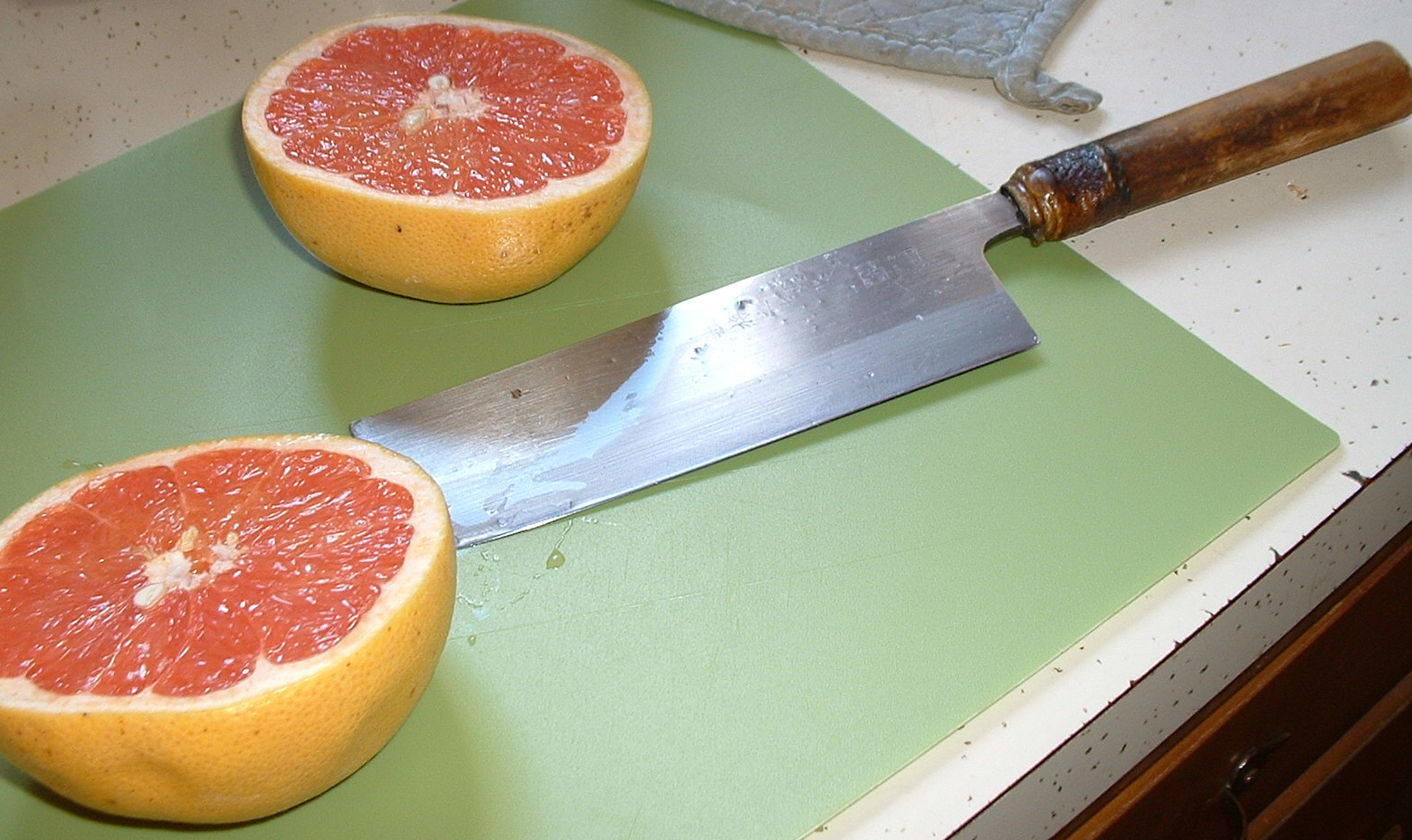
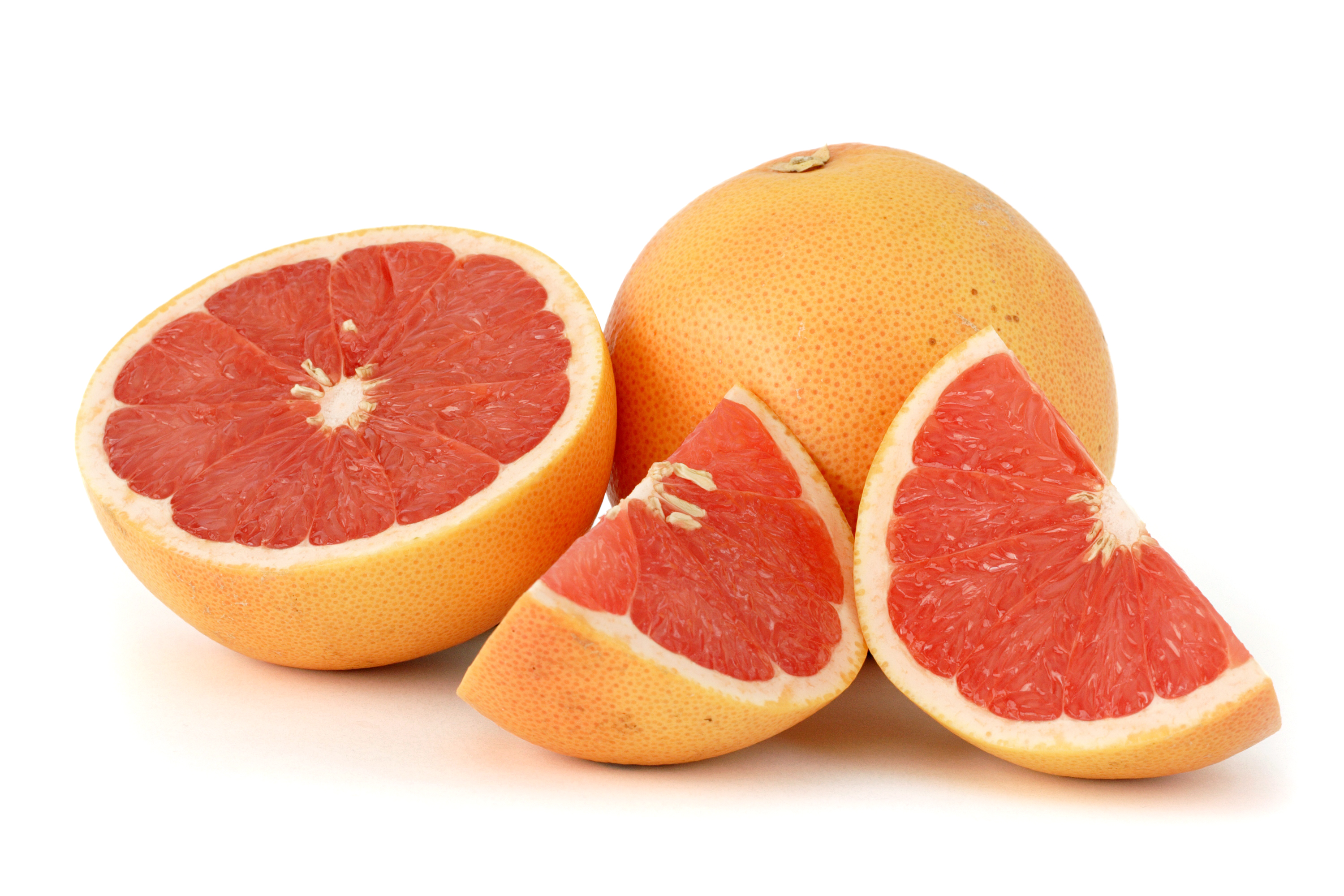